# Кожин, Михаил Владимирович
Михаил Владимирович Кожин (16 апреля 1886 — 26 марта 1966) — русский и советский художник, участник революционного движения. Заслуженный деятель искусств РСФСР. Отец археолога и религиоведа П. М. Кожина.

## Биография
Происходил из семьи бывших крепостных крестьян Саратовской губернии, рос и воспитывался у своего дяди, известного артиста Малого театра, М. В. Лентовского.
Художественное образование получил в Строгановском художественно-промышленном училище по специализации театрально-декорационного искусства.
Развитию художественного вкуса и мастерства способствовала работа в Абрамцеве у С. И. Мамонтова, где молодой художник встречался с выдающимися мастерами театра и живописи.
Начинал как художник-декоратор в частной опере в «Народном доме» (опера Рубинштейна «Демон», опера Аренского «Сон на Волге», «Балетная симфония» Грига, опера Гуно «Фауст», опера Серова «Рогнеда»).
Совместно с К. А. Коровиным работал в Большом театре.
Под руководством академика С. Соловьева изучал архитектуру и составлял проект реставрации памятников Смоленского Кремля.
Принимал участие в революции 1905—1907 годов. Вместе с Н. Э. Бауманом распространял листовки и газету «Искра».
Во время Октябрьской революции писал агитплакаты и декорации для агитспектаклей.
С 1917 года вёл активную партийную работу. Во время гражданской войны был помощником комиссара Морского Генерального штаба, начальником политотдела и комиссаром штаба морских сил Северного моря. Делегат X съезда РКП(б) и 8-м съезде Советов. Не раз встречаясь с В. И. Лениным, Н. К. Крупской, М. И. Ульяновой, А. В. Луначарским, А. М. Горьким.
С 1923 года работал в ВСНХ, позднее занимал должность заместителя председателя Комитета стандартизации при ЦИК СССР. Написал ряд трудов по стандартизации. С 1939 года работал с Большим (опера Римского-Корсакова «Снегурочка») и другими театрами.
В 1955 году вышел на пенсию. Умер в 26 марта 1966 года. Похоронен на Ваганьковском кладбище (23 уч.).

## Награды
- Орден Ленина[2]
- Заслуженный деятель искусств РСФСР (1957)[3]

## Фильмография
Оператор:
- 1963 — «Большой фитиль» (киноальманах)

Художник:
- 1909 — «Ухарь-купец» (короткометражный)
- 1910 — «Пётр Великий» (короткометражный)